# Stramin

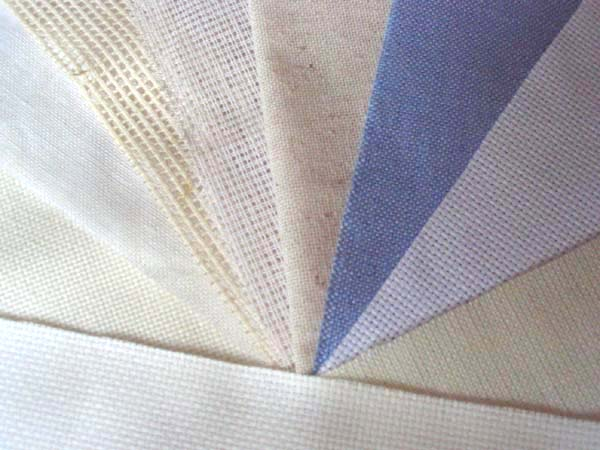
Verschiedene Stickstoffe. Stramine sind die beiden groben Stoffe links oben.

Stramin ist ein stark appretiertes Gewebe aus Baumwolle, Leinen oder Halbleinen.  Das gitterartige Gewebe wird zum Besticken oder als Grundlage zum Knüpfen verwendet. Es wird deshalb auch als Gitterstoff oder Stickereistoff bezeichnet. Stramingewebe gibt es in unterschiedlichen Stärken von fein und leicht bis grob und schwer.
Man unterscheidet verschiedene Arten von Straminen, die in verschiedenen Stichgrößen angeboten werden:
- weißer Stramin, verwendet zur Kreuzstich- und Gobelinstickerei
- Dreherstramin, weißer einfädiger Stramin für die Gobelin- und Plattstichstickerei
- Sudanstramin, grober Stramin für Kreuzstiche mit Wolle
- Smyrnastramin, Stramin zum Knüpfen von Teppichen oder zum Sticken

Stramine können mit Mustern versehen sein, um Stickereien oder Knüpfarbeiten zu erleichtern, und auch mit farbigen Rechtecken zum besseren Auszählen bedruckt sein.